# 3-varietat
Les 3-varietats, en topologia de dimensions baixes, són un camp que estudia varietats topològiques de tres dimensions. És a dir, espais de Hausdorff que són localment homeomorfs en l'espai euclidià {\displaystyle \mathbb {R} ^{3}}.
Se sap que les categories topològiques, diferenciables i PL són totes equivalents per al cas de 3-varietats, de manera que poca distinció es presta a quina categoria s'està usant.
Aquesta part de la matemàtica té una estreta connexió amb altres camps d'estudi com les superfícies, les 4-varietat, la teoria de nusos, les teories de camp quàntic, les teories de calibratge i les equacions en derivades parcials. Es diu també que la teoria de 3-varietats és part de la topologia geomètrica.
Una idea clau per a estudiar aquests objectes és considerar superfícies
encaixades en aquests. Això condueix a la idea de superfície incompressible (incompressible surface) i la teoria de varietats de Haken, en què un pot triar de tal manera que les peces complementàries siguin menys complexes, la qual cosa condueix a la noció de jerarquies o la descomposició mitjançant cubs amb nanses o també les anomenades descomposicions de Heegaard.

## Exemples sense frontera
Com a primeres mostres de la gran varietat d'objectes, pensem en espais compactes i sense frontera:
un primer exemple, la 3-esfera {\displaystyle S^{3}\,}. Un altre més és l'espai projectiu {\displaystyle \mathbb {R} P^{3}}.
És possible obtenir espais de tres dimensions amb el producte cartesià:
{\displaystyle S^{2}\times S^{1}}
{\displaystyle \mathbb {R} P^{2}\times S^{1}}
{\displaystyle T\times S^{1}}
{\displaystyle K\times S^{1}}
O bé fibrats de la manera
{\displaystyle S^{1}\subset E\to \Sigma },
en què {\displaystyle \Sigma } és un orbifold: aquests són els fibrats de Scott-Seifert,indispensables per a entendre les modernes classificacions de les 3-varietats.
També tenim els fibrats de les maneres
{\displaystyle F\subset E\to S^{1}},
i és {\displaystyle F} una superfície tancada. Aquests són font d'exemples molt importants.

## Exemples amb frontera
Hi ha 3-varietats amb frontera, com la 3-bola unitària {\displaystyle D^{3}\,} o el tor sòlid {\displaystyle D^{2}\times S^{1}}, les fronteres són les 2 - esfera
i el tor, respectivament. L'ampolla de Klein sòlida és un altre exemple
de tres varietat amb frontera que és una superfície una ampolla de Klein.
També hi ha tots els fibrats de la forma
{\displaystyle I\subset E\to F} (I-bundles)
on {\displaystyle I} és un interval i {\displaystyle F} una superfície. Exemple és el fibrat (orientable) per interval sobre l'ampolla de Klein, {\displaystyle {\widetilde {K\times I}}/O},
que és el {\displaystyle I}-bundle que construeix enganxant dos tors sòlids identificant dos cèrcols a la frontera, un a cada un d'ells. Cada un d'aquests cercles és la veïnatge regular d'una corba {\displaystyle (2,1)\,}  dues-longituds i un meridià , ie un nus ric. Sabem que la seva frontera, {\displaystyle \partial ({\widetilde {K\times I}}/O)}, és un tor {\displaystyle S^{1}\times S^{1}}. A més {\displaystyle {\widetilde {K\times I}}/O} correspon a {\displaystyle {\widetilde {M{\ddot {o}}\times S^{1}}}}.
Un altre exemple és el producte cartesià {\displaystyle M{\ddot {o}}\times S^{1}} de la banda de Möbius amb el cercle i el qual és {\displaystyle {\widetilde {T\times I}}} i és diferent de {\displaystyle {\widetilde {K\times I}}/O}.
També la frontera {\displaystyle \partial (M{\ddot {o}}\times S^{1})} és {\displaystyle (\partial M{\ddot {o}})\times S^{1}}, la qual també és un tor {\displaystyle S^{1}\times S^{1}}.

## Tipus de 3-varietats
- Complements de nusos i enllaços (knots and links)
- Fibrat de Seifert, fibrat clàssic de Seifert. Fibrat de Scott
- Espais tipus lent (lens spaces)
- Fibrat de superfície (surface bundles) sobre el cercle
- Varietats de Haken
- Graph manifolds
- Esferes homològiques.

## Resultats Fonamentals
- Teorema de Descomposició Prima
- Teorema de Moise
- Descomposició de JSJ
- Teoremes del Llaç i l'Esfera (que generalitzen el Lema de Dehn).
- Teorema de geometrització per varietats de Haken
- Teorema de Lickorish-Wallace

## Problemes famosos
- Conjectura de Poincaré
- Geometrització de Thurston
- Conjectura de la fibració virtual.
- Conjectura de ser virtualment Haken.